# Qormi FC
Qormi FC is een Maltese voetbalclub uit Qormi en is opgericht in 1961. De club speelde vanaf 2008 in de Premier League. In 2016 degradeerde Qormi naar de First Division.

## Erelijst
- Eerste Divisie

Winnaar: 2017/18
Tweede: 2007/08
- Tweede Divisie

Winnaar: 1968/69, 1972/73, 2005/06
Tweede: 1977/78
- Beker van Malta

Finalist: 2010, 2012, 2013

## Bekende (ex-)spelers
- Jason Vandelannoite
- Michael Mifsud
- Djamel Leeflang